# Firewater
Firewater (с англ. вода для пожаротушения, «огненная вода» (спиртной напиток), разг. топливо) — американская группа, образованная основателем Cop Shoot Cop Тодом Эшли (сценический псевдоним Tod A.) в Нью-Йорке в 1995 году. Называя самих себя «свадебным оркестром, с которым что-то не так», Firewater сочетает множество разных стилей и жанров мировой музыки с ритмами панк-рока, такие как кабаре, ска, джаз, фолк, клезмер и джипси-панк. К концу 2012 Firewater выпустило 7 студийных альбомов, которые добились заметного успеха, особенно в Европе и на студенческих радиостанциях в США. В настоящее время[когда?] Firewater связаны с лейблом Bloodshot Records.

## История
После завершения деятельности в рамках Cop Shoot Cop, Тод Эшли собрал новых людей и сформировал Firewater, в котором он продолжил экспериментировать с сочетаниями разных жанров.
В своём нынешнем коллективе Тод единственный постоянный участник, где он выступает в качестве автора-исполнителя и гитариста-басиста. Состав постоянно меняется, группа часто приглашает сторонних музыкантов, в их числе
Дуэйн Джонсон из the Jesus Lizard,
Юваль Габай из Soul Coughing, Дженнифер Чарльз из Elysian Fields, Ган Ров, Тамир Мускат и Ори Каплан из Gogol Bordello и Balkan Beat Box.
Альбом Songs We Should Have Written (2004) целиком состоит из каверов на любимые песни солиста Тода Эшли.
Сразу после записи Songs We Should Have Written Тод отправился в продолжительное турне по странам Азии. Фронтмен Firewater побывал в Таиланде, Индии, Пакистане, Турции и Индонезии. Свои ощущения он запечатлел в своём блоге «Записки с обратной стороны света». За время поездки он придумал и записал шестой альбом The Golden Hour. В этом ему помогали известные местные музыканты, а также Тамир Мускат. Релиз состоялся в мае 2008 под лейблами Bloodshot records в США и Noise-o-lution в Европе.
Последний студийный альбом, International Orange, был записан в 2012 году.
Песня Another Perfect Catastrophie из альбома Ponzi Scheme была использована в финальных титрах фильма «Мишени» (1998).

## Дискография
- Get Off the Cross, We Need the Wood for the Fire[англ.] (1996) — Jetset
- Ponzi Scheme (1998) — Uptown/Universal
- Psychopharmacology[англ.] (2001) — Jetset
- The Man on the Burning Tightrope[англ.] (2003) — Jetset
- Songs We Should Have Written[англ.] (2004) — Jetset
- The Golden Hour (album)[англ.] (2008) — Bloodshot
- International Orange![англ.] (2012) — Bloodshot

Концертные альбомы
- Live at KEXP Vol.5- «Electric City» (2009)
- Live in Portland 2013